# Hopeless Fountain Kingdom
Hopeless Fountain Kingdom (стилизованный как hopeless fountain kingdom) — второй студийный альбом американской певицы Холзи. Был выпущен на 2 июня 2017 года лейблом Astralwerks. Дебютировал на первом месте в чарте Billboard 200.

## Название и музыка
Billboard писал, что альбом может быть назван в честь реального фонтана, построенного Холзи и её бывшим парнем в Бруклине. В музыкальном плане альбом в основном сделан в стиле поп и синти-поп.

## Продвижение
Альбом был анонсирован 7 марта 2017 года, через аккаунт в Twitter, наряду с фотографией, на которой Холзи держит розу, а 23 марта она объявила дату выхода 2 июня 2017 года.
Чтобы выпустить обложку альбома, она создала глобальный квест, где девять USB в форме миниатюрного пистолета были спрятаны в девяти городах по всему миру с кусками фотографии. Когда все кусочки были найдены, обложка была выпущена на официальном сайте вместе с первым синглом, «Now or Never»
16 мая 2017 года Холзи намекнула в своём Твиттер-аккаунте, что альбом будет сопровождаться серией взаимосвязанных музыкальных клипов.

## Синглы
Лид-сингл альбома, «Now or Never», был выпущен 4 апреля 2017 года. Песня «Bad at Love» была объявлена вторым синглом в твиттер-аккаунте певицы.